# Concio (architettura)

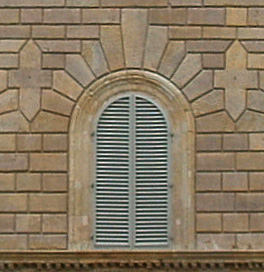
Giuliano da Sangallo, conci disposti "a diamante", a palazzo Gondi, Firenze

Il concio è un blocco di pietra squadrato utilizzato per costruzioni.
La forma del concio ha effetti diretti sul tipo di parete e sulla decorazione dell'edificio. Ad esempio, conci con i giunti che convergono in un unico centro sono fondamentali per costruire un arco (in quel caso di parla anche di cunei). Lo stesso si può dire per la piattabanda, ma vale un po' per tutti i tipi di parete in pietra. Conci perfettamente combacianti, in linea di principio, potrebbero anche fare a meno della malta per stare insieme.
Il termine viene riferito tanto alla muratura a corsi paralleli quanto agli archi, contrariamente – ad esempio – all'inglese che ha due termini diversi (ashlar e voussoir).